# Аншеј Минск
Аншеј Минск (званичан назив: Бет Исраел Аншеј Минск, незванично: Минск) је синагога у четврти Кенсингтон Маркет у Торонту. Основали су је 1912. године сиромашни јеврејски имигранти из данашње Белорусије (углавном Минска), која је у то време била део Руске Империје. Садашња зграда у неовизантијском стилу, завршена је 1930. године.
Заједница је имала само три рабина која су служила све време свог мандата : Мејера Левија (1916–1921), Мејера Цимермана (1940–1954) и Шмуела Спера, који је служи од 1988. године до данас. То је једина ортодоксна синагога у центру Торонта са сталним рабином и једина која одржава свакодневне службе.

## Оснивање
Аншеј Минск је била прва јеврејска заједница формирана у четврти Кенсингтон Маркет у Торонту,  1912. године, у време када је већина јеврејске популације Торонта још увек живела у четврти Вард али се у све већем броју селила на запад, ка Кенсингтон Маркету и околини. 
Приликом оснивања, то је био штибел или мала синагога типична за сиромашније јеврејске имигрантске заједнице тог времена. 
Земљиште на коме је саграђена садашња синагога налази се у улици Сент Ендрју између бројева 10 и 12, преко пута онога што се сматра да је локација првобитне синагоге. Заједница је ту локацију купила 1913. године за 9.000 долара. Две куће које су се првобитно налазиле на имању коришћене су не само као локација за богослужење, почевши отприлике од 1916. године, већ је у њима боравило и до 14 станара. До 1923. године ту је боравио само домар, а до 1925. имање је коришћено искључиво као синагога. 

## Зграда синагоге
Синагогу су пројектовали компанија Харолда Соломона Каплана  и Спрахман.  Градња почела око 1922. године, али је то био постепен процес и тек крајем 1930. године обе куће су срушене, а садашња зграда је завршена.  Зграда у неовизантијском стилу  има значајне спољашње карактеристике укључујући куле близнакиње, велико улазно степениште и централни витраж између кула.  Сам плац се простире у правцу север–југ. Фасада је на јужној страни зграде док је унутрашњи распоред пројектован по јеврејском обичају тако да је главно светилиште на источном зиду како би молитве биле усмерене ка Јерусалиму . На источном зиду се налазе витражи и он је украшен сликаним муралима лава и антилопе са обе стране прозора изнад ковчега. 
Синагогу, која може да прими 350 верника  је саградио Јакоб (Нахум) Гласман, руски имигрант који је започео грађевински посао и који је уједно и деда новинарке Мишел Ландсберг . Због почетка Велике депресије, заједница није могла да плати Гласману у потпуности за његове услуге, па су му уместо тога понудили доживотно чланство у синагоги. 

## Рабини
Мејер Леви је служио у заједници као рабин од 1916. године до 1921. године након чега је кантор водио службе највећим делом  до касних 1940-их када се заједници придружио рабин Мејер Цимерман. Након његове смрти 1954. године, чланови нису ангажовали новог рабина, већ су уместо тога позивали гостујуће рабине или су препустии кантору и верницима да воде службе. Ситуација је остала таква све до 1988. године када је рабин Шмуел Сперо ангажован и он је на тој позицији и данас. 

## Новија историја
Након Другог светског рата, јеврејска популација Торонта је са временом мигрирала из Кенсингтон Маркета северно према улици Батхурст. Аншеј Минск је постала синагога у којој су почели да се моле пословни људи, пре почетка свог радног дана. Синагога данас наставља да буде место где се моле такође и старији чланови заједнице који нису мигрирали према северу заједно са студентима Универзитета у Торонту, туристима и млађим јеврејима који су се доселили у крај.
Синагогу је град Торонто признао као баштину 1985. године. Зграда је обновљена након подметања пожара 11. марта 2002. године.  Пожар, који је проузроковао штету у вредности од 200.000 долара , почео је у женској галерији која је такође функционисала као складиште књига. У пожару је изгорело на хиљаде књига, од којих су многе старе више од једног века. Друге су биле озбиљно оштећене али су спашене или рестауриране захваљујући напорима за очување које је финансирала Heritage Canada, у којима су многе књиге осушене замрзавањем и потом мукотрпно рестауриране. 
Аншеј Минск, Кијевска синагога (такође на Кенсингтон Маркету) и Шареј Цедек су једине преостале историјске ортодоксне заједнице од најмање 40 других које су постојале у центру Торонта раних 30-их година двадесетог века.  Аншеј Минск је једина ортодоксна синагога у центру Торонта са сталним рабином  и једина функционална ортодоксна јеврејска синагога у центру Торонта која одржава свакодневне службе. 